# Jack Fitzwater
Jackson Joseph Fitzwater, detto Jack (Birmingham, 23 settembre 1997), è un calciatore inglese, difensore dell'Exeter City.

## Carriera
Ha giocato nella prima divisione scozzese con il Livingston.

## Statistiche

### Presenze e reti nei club
Statistiche aggiornate all'8 novembre 2022.
| Stagione          | Squadra           | Campionato        | Campionato | Campionato | Coppe nazionali | Coppe nazionali | Coppe nazionali | Coppe continentali | Coppe continentali | Coppe continentali | Altre coppe | Altre coppe | Altre coppe | Totale | Totale |
| Stagione          | Squadra           | Comp              | Pres       | Reti       | Comp            | Pres            | Reti            | Comp               | Pres               | Reti               | Comp        | Pres        | Reti        | Pres   | Reti   |
| ----------------- | ----------------- | ----------------- | ---------- | ---------- | --------------- | --------------- | --------------- | ------------------ | ------------------ | ------------------ | ----------- | ----------- | ----------- | ------ | ------ |
| set.-ott. 2015    | Chesterfield      | FL2               | 1          | 0          | FACup+CdL       | 0               | 0               | -                  | -                  | -                  | FLT         | 0           | 0           | 1      | 0      |
| gen.-mar. 2016    | Hednesford Town   | NLN               | 16         | 1          | FACup           | -               | -               | -                  | -                  | -                  | FAT         | -           | -           | 16     | 1      |
| 2017-gen. 2018    | Forest Green      | FL2               | 14         | 1          | FACup+CdL       | 1+1             | 0               | -                  | -                  | -                  | EFLT        | 3           | 0           | 19     | 1      |
| gen.-giu. 2018    | Walsall           | FL1               | 15         | 3          | FACup+CdL       | -               | -               | -                  | -                  | -                  | EFLT        | -           | -           | 15     | 3      |
| 2018-2019         | Walsall           | FL1               | 21         | 0          | FACup+CdL       | 0+2             | 0               | -                  | -                  | -                  | EFLT        | 4           | 1           | 27     | 1      |
| Totale Walsall    | Totale Walsall    | Totale Walsall    | 36         | 3          |                 | 2               | 0               |                    | -                  | -                  |             | 4           | 1           | 42     | 4      |
| 2019-2020         | West Bromwich     | FLC               | 0          | 0          | FACup+CdL       | 1+0             | 0               | -                  | -                  | -                  | -           | -           | -           | 1      | 0      |
| 2020-2021         | Livingston        | SP                | 20         | 1          | SC+CdL          | 2+5             | 1+2             | -                  | -                  | -                  | -           | -           | -           | 27     | 4      |
| 2021-2022         | Livingston        | SP                | 38         | 3          | SC+CdL          | 2+6             | 0               | -                  | -                  | -                  | -           | -           | -           | 46     | 3      |
| 2022-2023         | Livingston        | SP                | 11         | 1          | SC+CdL          | 0+4             | 0               | -                  | -                  | -                  | -           | -           | -           | 15     | 1      |
| Totale Livingston | Totale Livingston | Totale Livingston | 69         | 5          |                 | 19              | 3               |                    | -                  | -                  |             | -           | -           | 88     | 8      |
| Totale carriera   | Totale carriera   | Totale carriera   | 136        | 10         |                 | 24              | 3               |                    | -                  | -                  |             | 7           | 1           | 167    | 14     |